# Melo melo
La voluta melo (nome scientifico Melo melo (Lightfoot, 1786)) è un gasteropode marino di grosse dimensioni della famiglia Volutidae.

## Descrizione

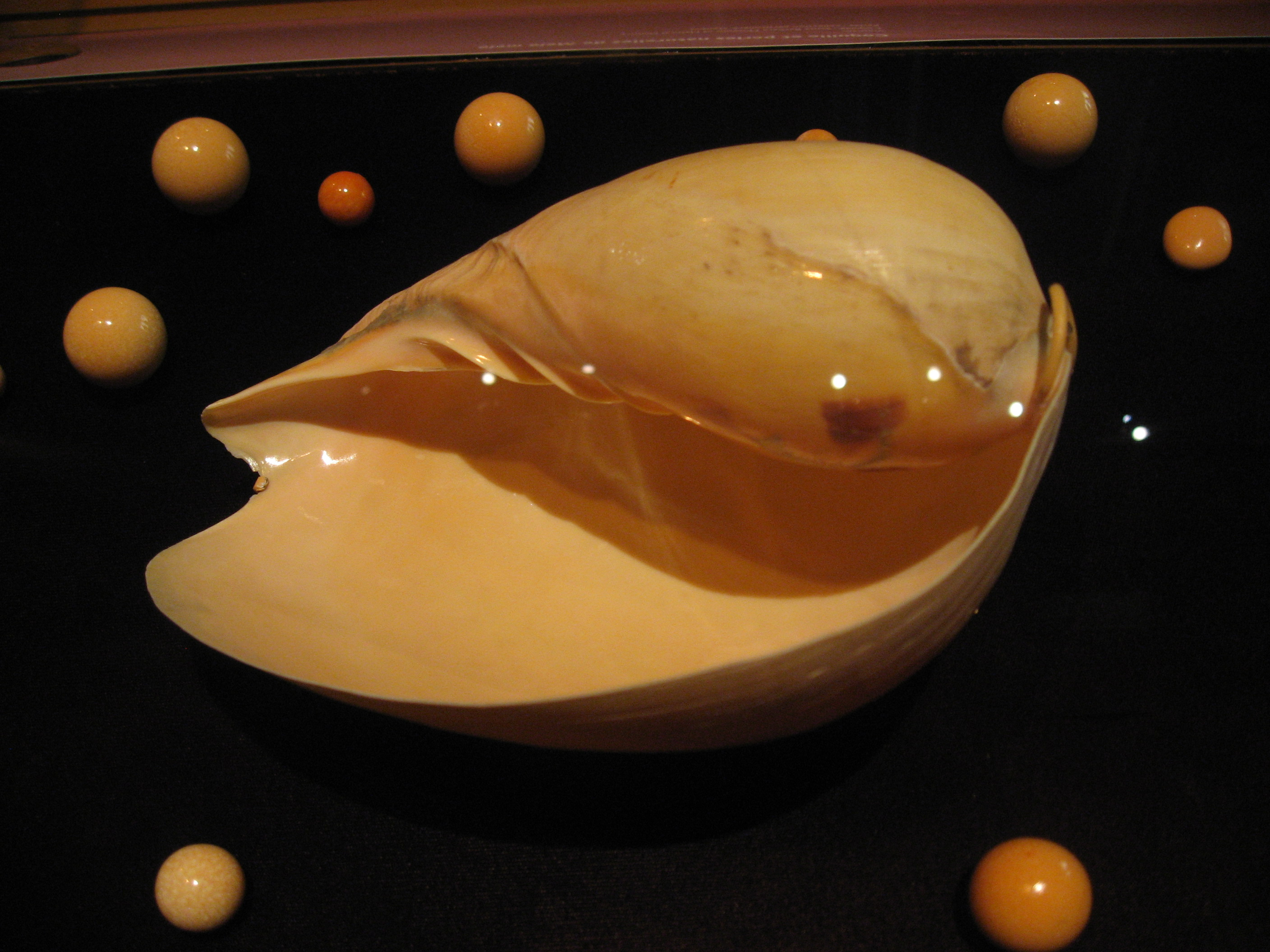
Conchiglia di voluta melo, circondata da perle Melo Melo

La lunghezza massima per questa specie è 275 mm, e comunemente misura 175 mm. La conchiglia ha forma a bulbo o grossolanamente ovale. La columella ha tre o quattro lunghe ripiegature oblique facilmente distinguibili. Ha un'ampia apertura, lunga quasi quanto l'intera conchiglia. Questo gasteropode produce perle non nacreiche che vanno di valore dai 7000 ai 40000 €. Alcune di esse raggiungono la dimensione di palline da golf.

## Distribuzione e habitat
La distribuzione della specie è ristretta al sudest asiatico: da Birmania, Thailandia e Malaysia fino a Cina meridionale e Filippine.
L'animale vive in litorali e sublitorali poco profondi, generalmente in fondali fangosi a profondità massima di quasi 20 m.

## Alimentazione
La voluta melo è carnivora, come è stato dimostrato in laboratorio. È un predatore specializzato di altri gasteropodi predatori della piattaforma continentale, tra cui Hemifusus tuba (Melongenidae) e Babylonia lutosa (Buccinidae).